# Пеллинен, Онни
Онни Вильгельм Пеллинен (фин. Onni Wilhelm Pellinen; 14 февраля 1899 — 30 октября 1945) — финский борец вольного и греко-римского стиля, призёр Олимпийских игр, чемпион мира.
Онни Пеллинен родился в 1899 году в Ханкасалми в семье Вилле Пеллинена и Вильхельмины Вийк. Выступал за клубы «Хельсингин Виса», «Турун Вейкот» и «Хельсингин Киса-Вейкот». В 1924 году на Олимпийских игр в Париже он завоевал бронзовую медаль, а в 1928 году повторил это достижение на Олимпийских играх в Амстердаме. В 1929 и 1931 годах он был чемпионом Европы, а в 1932 году завоевал серебряную медаль Олимпийских игр в Лос-Анджелесе.
Занимался также боксом, выигрывал чемпионат Финского рабочего спортивного союза.
25 января 1933 года Финская федерация борьбы наградила его серебряной медалью за заслуги. В 1935 году Онни Пеллинен завершил спортивную карьеру, после чего переехал в Турцию, где в течение 10 лет был тренером турецкой национальной сборной.

## Спортивные результаты
- Чемпионат Финского рабочего спортивного союза по греко-римской борьбе 1920 года —
- Чемпионат Финского рабочего спортивного союза по греко-римской борьбе 1921 года —
- Чемпионат Финского рабочего спортивного союза по греко-римской борьбе 1922 года —
- Чемпионат Финского рабочего спортивного союза по греко-римской борьбе 1923 года —
- Чемпионат Финляндии по греко-римской борьбе 1925 года —
- Чемпионат Финляндии по греко-римской борьбе 1926 года —
- Чемпионат Финляндии по греко-римской борьбе 1927 года —
- Чемпионат Финляндии по вольной борьбе 1927 года —
- Чемпионат Финляндии по греко-римской борьбе 1929 года —
- Международный турнир в Стокгольме 1929 года —
- Чемпионат Финляндии по греко-римской борьбе 1930 года —
- Международный турнир в Гётеборге 1930 года —
- Чемпионат Финляндии по греко-римской борьбе 1931 года —
- Чемпионат Финляндии по греко-римской борьбе 1932 года —
- Международный турнир в Стокгольме 1932 года —
- Чемпионат Финляндии по вольной борьбе 1933 года —
- Чемпионат Финляндии по греко-римской борьбе 1933 года —
- Чемпионат Финляндии по греко-римской борьбе 1934 года —
- Чемпионат Финляндии по греко-римской борьбе 1935 года —
- Чемпионат Европы по борьбе 1935 года — 6-е место